# Santiago Gómez Cou
Santiago Gómez Cousillas (Montevideo; 26 de septiembre de 1903-Buenos Aires; 24 de marzo de 1984), más conocido como Santiago Gómez Cou, fue un actor uruguayo.

## Carrera
Debutó integrando la compañía de Matilde Rivera y Enrique De Rosas en la obra teatral El pato salvaje, en el Teatro Comedia durante la temporada de 1928, con esa compañía realizó giras internacionales. En teatro se destacó en obras como Luz de gas, La casa de los Batallán, Dios se lo pague, Ardele, Clerambard, Un guapo del 900.
Inició su carrera cinematográfica en 1936 en Ayúdame a vivir, de José Agustín Ferreyra, con Libertad Lamarque y Floren Delbene. Participó en 63 películas, destacándose en El deseo, Una mujer sin importancia, con Mecha Ortiz, La orquídea, por la que ganó un premio al Mejor Actor de Reparto, El túnel, con Laura Hidalgo, Sala de guardia, La calle del pecado, La mujer de las camelias, Amor prohibido, con Zully Moreno y fue protagonista de películas como Ensayo final, con Nelly Panizza y Arrabalera, con Tita Merello, por la que ganó un premio al Mejor Actor. En 1949 debutó en Cuba en La amada inmóvil.
Participó en varias radios de Buenos Aires y Uruguay, integrando además los elencos de muchos radioteatros. Incursionó en televisión en ciclos como Rolando Rivas, taxista, dio conferencias y charlas, realizó giras provinciales con el unipersonal "La crencha engrasada" y ocupó un cargo en la Asociación Argentina de Actores.
A partir de la década de 1960" debió secundar a figuras del espectáculo, participando en varias películas durante los años 60" y 70" con papeles menores. Realizó su última intervención cinematográfica en 1980 en Los superagentes y la gran aventura del oro, de Carlos Galettini. Su último trabajo lo hizo en 1983 en el Teatro de la Ribera actuando con actores como Iris Marga y Juan Carlos Thorry en la obra Hoy ensayo hoy, de Rodolfo Graziano.

## Fallecimiento
En la medianoche del jueves 22 de marzo de 1984 se resbaló accidentalmente en la tina del baño de su casa, lo cual provocó que se golpeara la cabeza y sufriera algunos hematomas. Fue trasladado al Centro Gallego, donde quedó internado en observación. Gómez Cou falleció a los 80 años en Buenos Aires el sábado 24 de marzo de 1984.

## Filmografía
- Los superagentes y la gran aventura del oro (1980)
- Insaciable (1979)
- La noche del hurto (1976)
- Los irrompibles (1975)
- La pandilla inolvidable (1972)
- Fiebre (1972)
- La gran ruta (1971)
- El día que me quieras (1969)
- Crimen sin olvido (inédita - 1968)
- Asalto a la ciudad (1968)
- La Cigarra está que arde (1967)
- La buena vida (1966)
- Fiebre de primavera (1965)
- Ritmo nuevo, vieja ola (1964)
- La leona (1964)
- Bettina (1964)
- La murga (1963)
- La familia Falcón (1963)
- Quinto año nacional (1961)
- La procesión (1960)
- Campo arado (1959)
- Amor prohibido (1958)
- La sombra de Safo (1957)
- Marta Ferrari (1956)
- Ensayo final (1955)
- Vida nocturna (1955)
- Siete gritos en el mar (1954)
- Horas marcadas  (1954)
- La calle del pecado (1954)
- Maleficio  (1953)
- Mercado negro (1953)
- El conde de Montecristo  (1953)
- La mujer de las camelias (1953)
- La voz de mi ciudad  (1953)
- La melodía perdida  (1952)
- El túnel  (1952)
- Sala de guardia (1952)
- Un guapo del 900  (inconclusa - 1952)
- La orquídea (1951)
- El regreso  (1950)
- Lejos del cielo  (1950)
- Arrabalera (1950)
- La Secta del trébol  (1948)
- El misterio del cuarto amarillo  (1947)
- Un marido ideal  (1947)
- Tres millones... y el amor  (1946)
- Las tres ratas (1946)
- La amada inmóvil (1945)
- Una mujer sin importancia  (1945)
- El deseo (1944)
- Centauros del pasado  (1944)
- La piel de zapa  (1943)
- Los hombres las prefieren viudas  (1943)
- Los chicos crecen (1942)
- La novela de un joven pobre (1942)
- Embrujo  (1941)
- Joven, viuda y estanciera  (1941)
- La vida de Carlos Gardel (1939)
- Busco un marido para mi mujer (1938)
- Villa Discordia  (1938)
- Dos amigos y un amor  (1937)
- Melgarejo (1937)
- Ayúdame a vivir (1936)

## Televisión
1956: Teatro del sábado.